# Кар'єра Діми Горіна
«Кар'єра Діми Горіна» (рос. «Карьера Димы Горина») — популярний радянський комедійний кінофільм 1961 року.

## Сюжет
Головного героя — фінансового службовця Дмитра Горіна очікує посада завідувача філією ощадкаси. Але через непорозуміння одного разу він видає дуже велику суму грошей людині, яка працює в тайзі будівельником ЛЕП «Сибір-Урал». Щоб виправити помилку, Дмитро відправляється в тайгу. А привівши все в повний порядок, не поспішає повертатися в Москву. Справа в тому, що він відкриває для себе нове життя, яке йому до душі і зустрічає дівчину, про яку мріяв.

## У ролях
| Актор                | Роль                                  |
| -------------------- | ------------------------------------- |
| Олександр Дем'яненко | Дмитро Григорович Горін               |
| Тетяна Конюхова      | бригадир Галя Берізка                 |
| Володимир Селезньов  | бригадир Геннадій Дробот              |
| Володимир Висоцький  | шофер Софрон                          |
| Євген Кудряшов       | Іван Москальов, член бригади з Мосіхи |
| Микола Казаков       | член бригади Дробота                  |
| Олексій Ванін        | Пантелей, член бригади Дробота        |
| Рифат Алієв          | Давлет                                |
| Віталій Черменєв     | дітдомовець Павлик                    |
| Ю. Каракаєв          | Ікром                                 |
| Валентина Маркова    | Ніна, член бригади Дробота            |
| Маргарита Жарова     | Неля, член бригади Берізки            |
| Зіновій Гердт        | закадровий текст                      |

## Знімальна група
- Автор сценарію — Борис Медовой
- Режисери — Довлатян Фрунзе, Лев Мирський
- Художній керівник — Сергій Герасимов
- Оператор — Костянтин Арутюнов
- Художник — Марк Горелик
- Художник по костюмах — Катерина Александрова
- Композитор — Андрій Ешпай
- Звукооператор — Юрій Закржевський
- Режисер — Клеопатра Альперова
- Монтаж: А. Клебанова
- Текст пісень — Євген Євтушенко
- Редактор — Валерія Погожева
- Комбіновані зйомки:
  - Художник — Юрій Міловський
- Оркестр Управління по виробництву фільмів. Диригент — Емін Хачатурян
- Директор картини — Володимир Марон